# Johann Michael Hegenauer

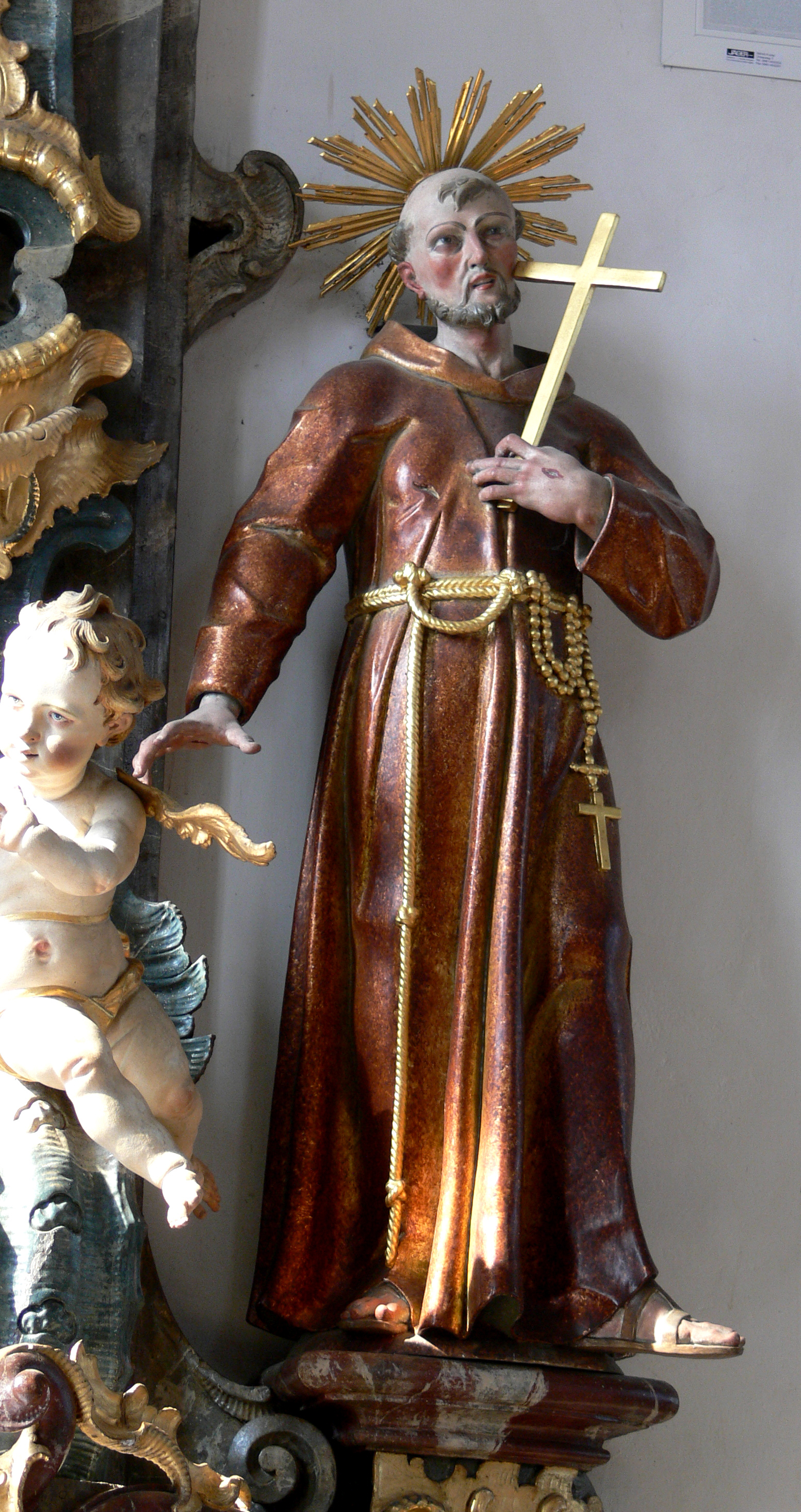
São Francisco, 1764/1765.

Johann Michael Hegenauer (1723–1793), foi um escultor da Áustria do período barroco-rococó, filho de Felizian Hegenauer. Entre suas obras se destacam as estátuas que produziu para a Igreja de Nossa Senhora do Carmo em Meersburg.